# Cozy Powell
Cozy Powell, de son vrai nom Colin Flooks, est un batteur britannique de rock, né le 29 décembre 1947 à Cirencester et mort le 5 avril 1998 à Bristol d'un accident de voiture. Il a joué avec plusieurs groupes rock majeurs.
Il se classe à la 50e place du classement des 100 meilleurs batteurs de tous les temps du magazine Rolling stone.

## Carrière musicale
(février 2025).
C'est en 1967 que Cozy Powell, alors batteur du groupe The Sorcerers (également orthographié The Sorcerors) depuis deux ans, décide de se consacrer professionnellement à la musique. En 1968 The Sorcerers deviennent Youngblood et enregistrent quelques singles sans grand succès.
C'est en 1970 que sa carrière décolle vraiment, lorsque Jeff Beck lui propose de rejoindre son groupe. Rough and Ready, sorti en 1971, est le premier album auquel Cozy Powell participe.
En 1972 il quitte Jeff Beck pour former son propre groupe, Bedlam, qui sort un album en 1973. Fin 1973, Powell enregistre sous son nom un single instrumental, Dance With the Devil, qui obtient un bon succès en Grande-Bretagne et atteint la 3e place des ventes de single en janvier 1974.
De 1975 à 1980 il joue au sein de Rainbow : c'est avec ce groupe qu'il enregistre le plus, soit quatre albums. À partir de 1980, Cozy Powell ne se fixe plus dans un groupe en particulier et enregistre avec de nombreux artistes ou sous son propre nom. Il est toutefois évoqué pour succéder à John Coghlan lorsque ce dernier quitte Status Quo au mois de novembre 1981.
En 1979 sort un premier album libellé Cozy Powell, Over the Top. Trois autres suivent, en 1981, 1983 et 1992. Entretemps, il est choisi par Keith Emerson et Greg Lake pour former le groupe Emerson, Lake & Powell, en l'absence de Carl Palmer, trop occupé par son propre groupe Asia. Le trio publie l'album homonyme en 1986 avant de partir en tournée. Ironiquement, Cozy Powell et Carl Palmer ont les mêmes initiales, ce qui fit dire à certains fans[Lesquels ?] du trio que le batteur avait été choisi aussi pour ce petit détail. 
Il joue avec Brian May en tournée et en studio au cours des années 1990, entre autres sur l'album Back to the light, dont il cosigne la chanson Resurrection.
Batteur puissant, Cozy Powell possède un style très varié qu'il doit à ses débuts à la Tamla Motown. Son jeu de double caisse et son utilisation du charleston (assez rare dans le hard rock) en font un batteur hors pair. Ses fans considèrent que sa meilleure prestation sur disque est le live On Stage de Rainbow.  Beaucoup de batteurs rock l'ont cité comme une influence majeure.
Il vivait à Lambourn au Berkshire et était retourné en studio peu de temps avant sa mort pour enregistrer avec le cofondateur de Fleetwood Mac, Peter Green. Dans toute sa carrière il a enregistré 66 albums avec également des contributions mineures à d'autres enregistrements.

## Mort
Le 5 avril 1998, Cozy Powell prend le volant de sa Saab 9000 Turbo noire pour rentrer à son domicile de Lambourn : il s'engage à vive allure sur l'autoroute M4 alors que les conditions météo sont très mauvaises. Sous une pluie battante, alors qu'il parle au téléphone portable avec sa compagne Sharon Reeve, il perd subitement le contrôle de son véhicule qui percute le terre plein central en béton et entame une série de tonneaux pour finalement quitter la chaussée et s'immobiliser sur le toit, sur la pelouse du bas-côté. Malgré l'intervention rapide des secours, Cozy Powell ne reprend pas connaissance dans l'ambulance qui le transporte à l'hôpital Frenchay à Bristol. La mort est officiellement constatée à l'arrivée de l'ambulance à l'hôpital. Le rapport d'enquête établit que Cozy Powell conduisait avec une alcoolémie supérieure au taux autorisé, n'avait pas bouclé sa ceinture de sécurité et avait perdu le contrôle de sa Saab 9000 Turbo à presque 170 km/h à la suite de l'éclatement d'un pneu arrière.

## Discographie (partielle)

### En solo
- Over the Top, 1979
- Tilt, 1981
- Octopuss, 1983
- The Drums Are Back, 1992

### Jeff Beck Group
- Rough and Ready, 1971
- Jeff Beck Group, 1972

### Murray Head
- Nigel Lived, 1972

### Donovan
- Cosmic Wheels, 2012

### Bedlam
- Bedlam, 1973

### Rainbow
- Rainbow Rising, 1976
- On Stage, 1977
- Long Live Rock 'n' Roll, 1978
- Down to Earth, 1979

### Jack Lancaster
- Peter and the wolf (adaptation de Pierre et le loup de Sergueï Prokofiev), avec : Jack Lancaster, Robin Lumley, Julie Tippett, Erika Michailenko, Peter Haywood, Percy Jones, John Goodsall, Pete Haywood, Gary Brooker, Phil Collins, Andy Pyle, Keith Tippett, Alvin Lee, Dave Marquee, Henry Lowther, Brian Eno,  Gary Moore, Manfred Mann, Stéphane Grappelli, Bernie Frost. Narrateurs : Viv Stanshall (version anglaise), Pierre Clementi (version française), Wilken' Willem' F Dinklage (version allemande), Maurizio Arcieri (version italienne), Luis del Olmo (version espagnole).

### Bernie Marsden
- And About Time, Too!, 1979

### Graham Bonnet
- Line Up, 1981

### Robert Plant
- Pictures at Eleven, 1982 : batterie sur Slow Dancer et Like I've Never Been Gone

### Michael Schenker Group
- MSG, 1981
- One Night at Budokan, 1981

### Whitesnake
- Saints & Sinners, 1982
- Slide It In, 1984

### Emerson, Lake and Powell
- Emerson, Lake and Powell, 1985
- In Concert 1986 - La série IN CONCERT de Westwood One Radio Networks diffusée la semaine du 3 novembre 1986
- The Sprocket Sessions 2003 - Enregisré en direct aux Studios Sprockett durant la tournée de 1986.
- Live in Concert 2003 - Concert à Lakeland, Floride Novembre 1986.
- Live in Concert and More 2012 (2 CD) - Réédition de The Sprocket Sessions et Live in Concert.

### Gary Moore
- After the War, 1989

### Black Sabbath
- Headless Cross, 1989
- Tyr, 1990
- Forbidden, 1995

### Brian May
- Back to the Light, 1992
- Live at the Brixton Academy, 1994
- Another World, 1998
- Red Special (1998)

### Yngwie Malmsteen
- Facing the Animal, 1997

### Peter Green Splinter Group
- Peter Green Splinter Group (en), 1997